# Bai Qi
Bái Qǐ (en chinois simplifié : 白起) (332-257 av. J.-C.) est un général chinois de l'époque des royaumes combattants au service de l'État de Qin. Commandant pendant plus de trente ans, il est responsable de la mort d'environ 890 000 soldats ennemis, de sorte qu'il acquit le surnom de Ren Tu (人屠: boucher d'humains). Il aurait saisi 23 villes et est aussi reconnu comme un des seuls généraux invaincus, puisqu'il n'y a aucun écrit rapportant une défaite de sa part.  
Il est aussi appelé Gongsun Qi(en chinois simplifié : 公孙起, 'Gongsun' signifie un descendant d'une personne noble), parce qu'il estimé d'être un descendant directe de Sheng of Bai, qui est fils du prince Jian de Chu (zh) (zh), et Prince Jian est fils du Roi Ping de Chu.

## Carrière
Commandé par le roi Zhaoxiang de Qin, Bai Qi fit la guerre aux États de Han, Wei, Zhao et Chu. 
En -293 il entreprit une campagne militaire contre le Han et le Wei, qui culmina à la bataille de Yique, avec un affaiblissement des forces coalisées qui par la suite pavera la voie à l'annexion de Han et Wei en -230 et -225. 
En -278, il conquit Ying, la capitale du royaume de Chu. 
En 257 il attaqua Handan, la capitale de Zhao, après la bataille de Changping en 260. Pendant le siège de Handan il tomba malade et fut remplacé par Wang Ling (王陵). Le roi lui demanda après sa convalescence de quatre mois de reprendre son poste à l'assaut de Handan, mais celui-ci refusa, arguant que le siège ne pouvait plus être tenu. Par la suite il ne participa que sporadiquement à des campagnes plaidant la maladie.

## Loin du champ de bataille
Alors que Handan était assiégée par Wei et Chu, le roi Zhaoxiang lui demanda encore une fois de reprendre du collier à Handan et une fois encore Bai Qi refusa. Le roi envoya Wang He et perdit la ville. Bai Qi se vit retiré tous ses titres et fut forcé de s'exiler. Fan Sui acheva de détruire l'estime de son roi envers le général en le calomniant et ainsi le roi Zhaoxiang poussa Bai Qi au suicide à Duyou.